# Porto Rico (île)
Pour les articles homonymes, voir Porto Rico (homonymie).
Porto Rico est la principale île du Commonwealth de Porto Rico. Elle fait partie du banc de Porto Rico dans les Grandes Antilles.
L'île de Porto Rico mesure environ 170 km de longueur pour une largeur de 60 km. C’est une île essentiellement montagneuse, avec de larges espaces côtiers au nord et au sud. La principale montagne est appelée cordillère Centrale, dont le point culminant est le cerro de Punta avec 1 338 m d'altitude. Un autre pic important est El Yunque à 1 065 m, situé dans la sierra de Luquillo.